# Johann Jakob Kammüller

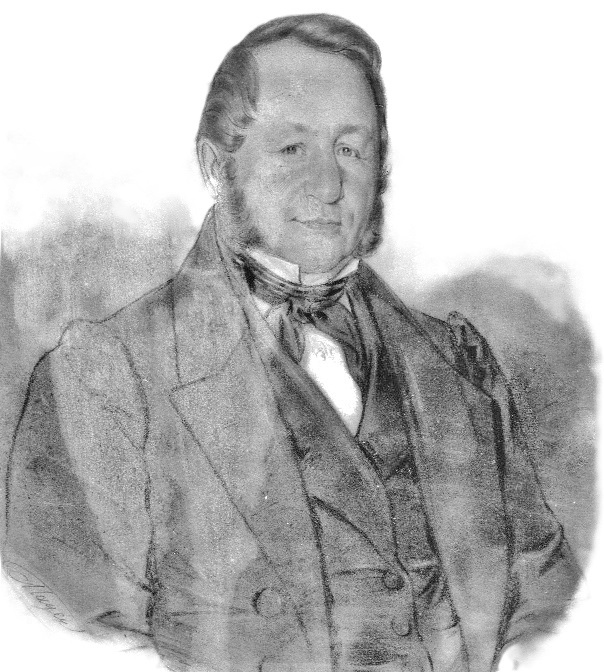
Johann Jakob Kammüller

Johann Jakob Kammüller (* 26. August 1803 in Kandern; † 16. Mai 1867 ebenda) war ein deutscher Unternehmer, Bürgermeister und Abgeordneter in der badischen verfassunggebenden Versammlung von 1849.

## Herkunft und Familie
Kammüller war ein Sohn des Kanderner Müllers Georg Friedrich Kammüller (1775–1837) und dessen Ehefrau Maria Barbara, geb. Müller. Kammüller heiratete 1837 Anna Maria Kittler aus Auggen. Das Paar hatte sechs Kinder, wovon zwei im Kindesalter starben:
- Maria Barbara (1838–1908)
- Anna Maria (1839–1861)
- Ernst Karl (1841–1907) ⚭ 1871 Johanna Friederike Däublin (1839–1919)[2]
  - Ernst (1871–1970) ⚭ 1922 Frieda Emma Grether
    - Adolf (1929–2020)
- Maria Johanna (1845–1897)

Der Sohn Ernst Karl begründete 1878 die Tonwarenfabrik Ernst Kammüller in Kandern. Dessen Sohn Ernst übernahm 1890 die Leitung der Tonwarenfabrik.

## Leben
1826 war der junge Kammüller in eine Schlägerei im Riedlinger Bad verwickelt, erhielt Hausverbot und eine Geldstrafe. 1832 gehörte er zu den Gründern des Gesang- und Musikvereins Kandern und ist vor und nach der Revolution im Gesangverein aktiv. Kammüller betrieb die väterliche Hintere Mühle in Kandern und eine Ziegelei. Außerdem war er im Holz- und Weinhandel tätig. 1838 war der damalige Stadtrat Kammüller an der Gründung des Kanderner Gewerbevereins beteiligt.
1844 wurde Kammüller zum Bürgermeister von Kandern gewählt und löste in diesem Amt seinen Schwager Johann Georg Schanzlin ab. Am 1. April 1848 beschließt der Bürgerausschuss von Kandern die Aufstellung einer Bürgerwehr. Nach der Niederschlagung des Struve-Putsches 1848 trat Kammüller am 22. September 1848 als Bürgermeister zurück, da seine Stellung als Sympathisant der Republikaner unhaltbar geworden war und nach einem kurzen Provisorium unter J.J. Spohn wurde Schanzlin am 31. Oktober 1848 wieder Bürgermeister bis 1859.
Über Kammüllers Haltung zum Heckerzug und zum Struve-Putsch gibt es keine Belege. Hecker erwähnt in seinem Bericht zur Übernachtung in Kandern den Bürgermeister nicht, sondern urteilt nur allgemein: „Von Kandern sind wir förmlich verrathen und verkauft worden.“ Er nennt nur anonym einen „Mann aus dem Orte“ der ihn vor Verräterei durch die „zahlreiche Aristokratenpartei“ warnte.
In den Berichten von Gustav Struve, Moritz Wilhelm von Löwenfels und Friedrich Neff über den Struve-Putsch im September 1848 wird ebenfalls von einer starken aristokratischen Partei in Kandern und den Vorgängen dort am 22./23. September berichtet, aber es werden keine Namen von Republikanern genannt. Friedrich Rottra berichtet, dass er Kammüller am Tag des Gefechts auf der Scheideck bei der Kanderner Hundstallbrücke getroffen und der ihn vor den hessischen Truppen gewarnt habe.
Die Diskussion um die Grundrechte des deutschen Volkes und deren Verabschiedung durch die Frankfurter Nationalversammlung am 21. Dezember 1848 gaben den Volksvereinen neuen Auftrieb, da die dort verankerte Vereinsfreiheit die großherzogliche Regierung in ihrem restriktiven Kurs gegen politische Vereine behinderte. So entstanden im Großherzogtum Baden bis Mai 1849 über 400 Volksvereine mit rund 35 000 Mitgliedern. Dieser Bewegung schloss sich Kammüller an und er gehörte zu den Gründern eines Volksvereins in Kandern, dessen Vorsitz er übernahm.
Im Juni 1849 wurde Kammüller im Wahlbezirk V. (Bezirk: Schopfheim, Lörrach, Säckingen) als einer von vier Abgeordneten in die Badische verfassunggebende Versammlung von 1849 gewählt und nahm auch an Sitzungen der Versammlung teil. Nach der Niederschlagung der Revolution floh Kammüller zunächst in die Schweiz.
Am 9. Februar 1850 wurde Kammüller die badische Staatsbürgerschaft aberkannt. Am 6. Juni 1850 bestätigte das Oberhofgericht Mannheim das Urteil des Hofgerichts des Mittelrheinkreises in Bruchsal vom 12. November 1849, in dem Kammüller wegen Teilnahme am Hochverrat zu 8 Jahren Zuchthaus und zum Schadensersatz verurteilt wurde.
Am 12. August 1850 schrieb Kammüller von vom schweizerischen Exil in Birsfelden ein Gnadengesuch an Großherzog Leopold, worin er Reue über seine Verwicklung in „Das frevelhafte Treiben jener unheilschwangern Jahre“ und „unwandelbare Treue gegen mein Regentenhaus“ bekundete. Unterstützend hierzu schrieben sein Schwager Schanzlin und eine Anzahl von Mitgliedern in dessen Vaterländischem Verein, sowie der Forstmeister, der Pfarrer, der Gemeinderat und Bürgerausschuss an das badische Justizministerium. Dabei wurde auch eine Krankheit von Kammüllers Frau und Kammüllers schwere Krankheit „im Laufe des letzten Winters zu Basel“ angeführt. Das Justizministerium empfahl aufgrund der Stellungnahme des Hofgerichts Bruchsal die Ablehnung der Gesuche und das Staatsministerium folgte dem. Auch ein Bittbrief der Ehefrau vom 12. Januar 1851 an den Kronprinzen Ludwig blieb erfolglos. Kammüller stellte sich dann am 21. März 1851 beim Stadtamt Karlsruhe den Behörden. Begleitet wurde dieser Schritt wieder durch ein neuerliches Bittgesuch von Schanzlin an den Großherzog. Das Justizministerium empfahl wiederum die Ablehnung, da der Lörracher Oberamtmann Gottlieb Jonathan Winter in einem Schreiben vom 24. März 1851 darlegte: „Ich habe die feste Überzeugung, daß eine gänzliche Begnadigung Kammüllers ein öffentliches Unglück wäre.“ Winter bezweifelte die Ernsthaftigkeit von Kammüllers Reue und führte an, dass Kammüller „schon Jahre lang vorher einer der Hauptführer der republikanischen Partei war“. Am 5. April 1851 trat Kammüller in Bruchsal seine Haftstrafe an. Eine Reihe weiterer Gnadengesuche blieben zunächst ebenfalls erfolglos. Schließlich führt ein Gutachten des Hausarztes des Zuchthauses zu einer Empfehlung für die Begnadigung, die am 9. Juli 1852 durch den damaligen Regenten Friedrich „auf Wohlverhalten“ erfolgte und am Folgetag zur Freilassung führte.
Zur Befriedigung der Schadensersatzforderungen des Großherzogtums wurde im September 1851 die Versteigerung von vier Liegenschaften Kammüllers auf der Gemarkung Feuerbach verfügt.
1853 muss das Ehepaar Kammüller Immobilien und die Ziegelhütte an ihren Zieglermeister, Michael Ruch, verkaufen. Aus dieser Ziegelhütte entwickelten sich die Tonwerke Kandern. Kammüller konnte noch seine Hintere Mühle und seine Landwirtschaft weiter betreiben. Erst am 21. Mai 1861 werden ihm wieder die bürgerlichen Rechte gewährt und 1863 wählten ihn die Kanderner erneut zum Bürgermeister. Dieses Amt behielt er bis zu seinem Tod 1867. In seiner Amtszeit wurde die Gründung einer Gewerbeschule in Kandern vorbereitet und 1866 eröffnet.

## Gedenken
Seit 2012 gibt es in Kandern eine Johann-Jakob-Kammüller-Straße.